# Smooth Radio (2010)
С 2010 по 2014 год Smooth Radio была независимой коммерческой национальной радиостанцией в Великобритании. Радиостанция, принадлежащая Real and Smooth — компании, ранее известной как GMG Radio, — была нацелена на аудиторию старше 40 лет и конкурировала с BBC Radio 2. Она транслировалась на национальном мультиплексе DAB Digital Radio Digital 1, Sky, Freesat, Freeview, Virgin Media, онлайн и на региональных частотах FM и DAB на Северо-Западе, в Лондоне, Северо-Востоке, Уэст-Мидлендсе, Шотландии и Ист-Мидлендсе. По стране станция привлекала в среднем 3 миллиона еженедельных зрителей.
Станция открылась в 1990 году как 102.2 Jazz FM в Лондоне, а четыре года спустя в Манчестере была запущена вторая станция под брендом Jazz FM. Манчестерская станция стала Smooth FM 100.4 в 2004 году и стала первой в сети независимых местных радиостанций, использующих бренд Smooth. Лондонская станция последовала их примеру год спустя. Материнская компания сети GMG Radio и дочерняя компания Guardian Media Group приобрела Saga Radio Group в середине 2000-х, и все станции Saga получили название Smooth. После публикации рекомендаций Джона Майерса о пересмотре регулирования коммерческого радио и принятия Закона о цифровой экономике 2010 года, позволяющего станциям размещать или прекращать местные шоу и передачи, Smooth Radio объединила свои пять английских станций в единую квази-компанию-национальную станцию в октябре 2010 г.; ленты местных новостей производились в штаб-квартире GMG Radio в Солфорд-Куэйс. 105.2 Smooth Radio в Шотландии выпускало собственные утренние и дневные шоу, но в другое время транслировало сетевые программы. В рамках своего лицензионного соглашения лондонская и манчестерская станции должны были продолжать транслировать джазовую музыку после отказа от названия Jazz FM, а регулирующее вещательную отрасль управление по коммуникациям Великобритании (Ofcom) постановило, что они должны транслировать 45 часов джазовых программ в неделю, но это требование было отменено незадолго до того, как произошло слияние.
Smooth привлекла в свой состав многих известных британских радиоведущих. Ведущими в сети были Эмма Б., Саймон Бейтс, Тони Блэкберн, Марк Гудье, Дэвид Дженсен и Крис Таррант. Флагманское утреннее шоу было представлено Саймоном Бейтсом, который покинул Classic FM более чем десять лет назад. Время от времени радио транслировало документальные фильмы на темы, связанные с музыкой, новостями и событиями в СМИ; некоторые из них получили награды. В ноябре 2011 года Smooth запустила вторую станцию на платформе Digital One, посвященную рождественской музыке, а позже заменила её на «Smooth 70s», на которой звучала музыка 1970-х годов. Рождественская станция вернулась в 2012 году, а Smooth 70s закрылась в сентябре 2013 года. Вместе со своей дочерней станцией Real Radio Smooth был официальным ведущим церемонии включения Blackpool Illuminations с 2010 года и регулярно проводил бесплатные концерты живой музыки. Радиостанция подписала ряд спонсорских соглашений с такими компаниями, как Tetley Tea и ATS Euromaster, и проводила ежегодные мероприятия по сбору средств в помощь благотворительным организациям Help for Heroes и Macmillan Cancer Support.
В июне 2012 года GMG Radio была куплена конкурирующей Global Radio, о сделке были проинформированы Ofcom, Управление добросовестной торговли и Комиссия по конкуренции. Это было сделано на фоне опасений, что рыночная доля Global может стать непропорционально большой, что не будет в интересах общества. Впоследствии GMG Radio изменила свое название на Real and Smooth Radio Ltd. В опубликованном Комиссией по конкуренции в мае 2013 года отчёте были отмечены проблемы с конкурентоспособностью и рекомендована полная или частичная продажа Real and Smooth. Real and Smooth Radio Ltd и Global продолжали работать как отдельные компании, пока велось расследование сделки. Smooth переместила свои операции из Манчестера в лондонскую штаб-квартиру Global в октябре 2013 года. В феврале 2014 года Global получила разрешение удалить Smooth с платформы Digital One и заменить её другой станцией. Global также продала восемь своих региональных станций, в том числе три под брендом Smooth, и объявила, что Smooth заменит большую часть своей сети Gold на средних частотах. Бренд Smooth был перезапущен как сеть региональных станций в марте 2014 года.

### Ранние годы (Jazz FM)

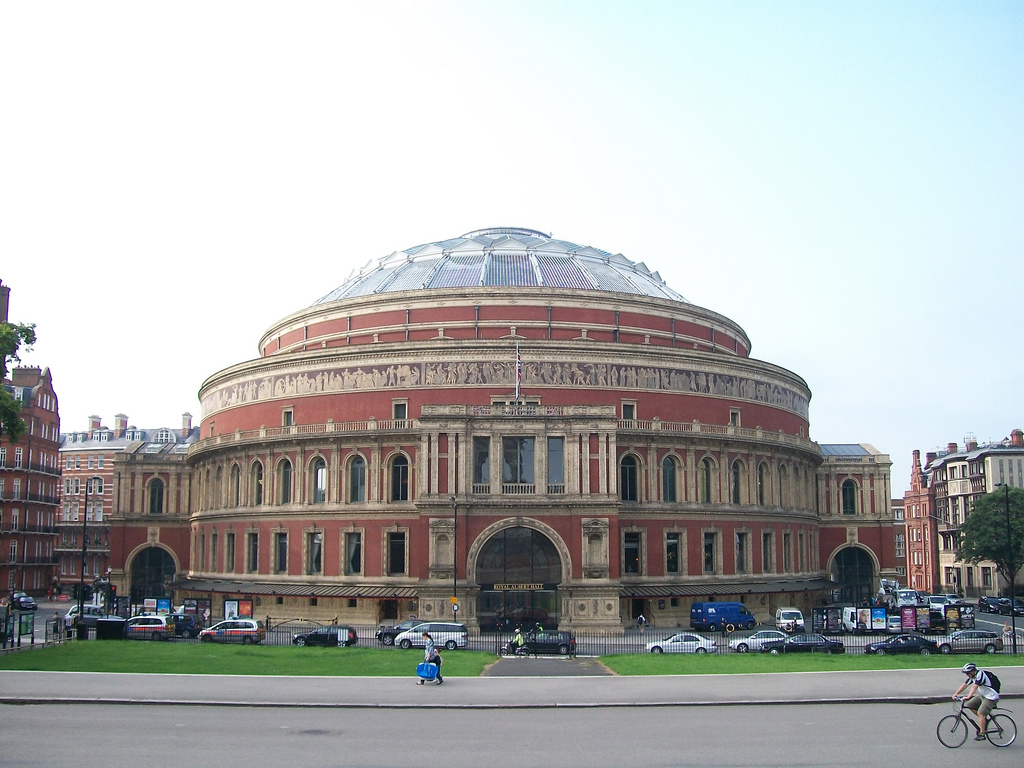
Royal Albert Hall

Лондонская станция 102.2 Jazz FM была запущена 4 марта 1990 года концертом Эллы Фицджеральд в Королевском Альберт-холле. Jazz FM играла в основном соул и джаз и была доступна лишь в городе. Сестринская станция в Манчестере под названием 100.4 Jazz FM была запущена 1 сентября 1994 года. Станции Jazz FM были приобретены Guardian Media Group в 2002 году, и стали частью радиоподразделения компании GMG Radio Holdings Ltd.
В 2003 году GMG провело исследование рынка музыки, которую слушатели на северо-западе Англии хотели бы слышать по радио. Исследование пришло к выводу, что многих людей отговорило название Jazz, и в результате 100,4 Jazz FM закрылась 13 февраля 2004 г. и перезапустилась как Smooth FM 1 марта. В 2005 году GMG провела ребрендинг лондонской станции 102.2 Smooth FM. Две переименованные станции днем играли дорожную музыку, соул и R&B, а в соответствии с лицензионными требованиями — джаз ночью.
20 октября 2006 г. GMG Radio объявило, что запрашивает у Ofcom изменение формата для 102.2 и 100.4 Smooth FM, чтобы отменить обязательства станций по лицензированию дневного соула и R&B. Радио GMG предложило лёгкую музыку вместе с разговорным форматом для людей старше 50 лет, а также улучшенную службу местных новостей. Ofcom одобрил изменения 8 декабря 2006 г. при условии, что GMG сохранит 45 часов джаза в неделю, которые составляли часть прежнего лицензионного требования. В результате изменения формата и для того, чтобы дистанцировать станцию от своих лондонских конкурентов Magic и Heart 106.2, GMG Radio согласилось, что как минимум 20 % её дневной музыки будет старше 40 лет.

### Изменение формата и расширение

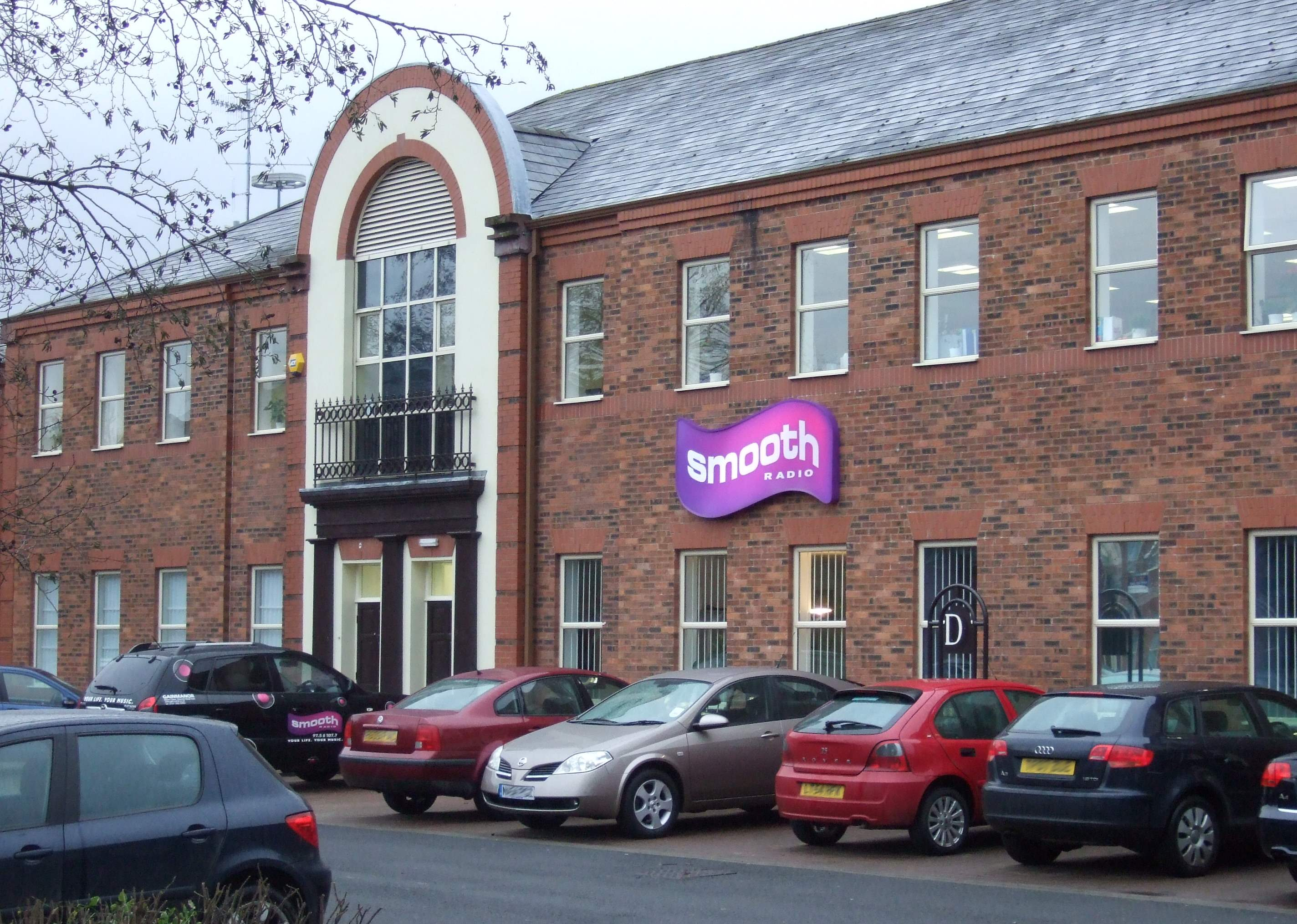
Бывшая студия вещавшей на северо-восток Англии 97.5 Smooth Radio в Гэйтсхеде, Тайн-энд-Уир (январь 2008 года).

В декабре 2006 года GMG Radio купило Saga Radio Group, которая контролировала радиостанции в Уэст-Мидлендс, Восточный Мидленд и Шотландии, а также лицензию на начало вещания в Северо-восточной Англии, за счёт этой радиогруппы планировалось расширить Smooth Network. Наряду со станциями Smooth FM в Лондоне и Манчестере все станции Saga были перезапущены под брендом Smooth Radio 26 марта 2007 года. Saga 105.7 FM в Уэст-Мидлендс стала 105.7 Smooth Radio, Saga 106.6 FM в Восточном Мидленде стала 106.6 Smooth Radio, а расположенная в Глазго Saga 105.2 FM — 105.2 Smooth Radio. Служба для северо-восточной Англии 97.5 Smooth Radio была запущена в январе 2008. Большая часть программ для этих станций производилась на местах, а некоторые шоу транслировались по сети из Лондона. Однако Smooth постепенно увеличивала количество сетевых программ, пока большая часть контента не стала создаваться в Лондоне или Манчестере.
В марте 2008 года GMG Radio попросило Ofcom отменить 45-часовое обязательство по трансляции джаза для своих станций в Лондоне и Манчестере. Компания планировала перезапустить Jazz FM на основе jazzfm.com, которая транслировалась на DAB в Глазго, онлайн и в мультиплексе DAB в Лондонеs. На встрече 22 апреля 2008 г. Ofcom отклонил запрос, В апреле регулятор отклонил просьбу, и GMG перезапустила Jazz FM с сохранением джаза.
Уменьшение местного контента после увольнения в августе 2008 года GMG Radio шести шотландских ведущих в пользу увеличения сетевого контента со станций Лондона и Манчестера вызвало критику со стороны бывшего управляющего директора Saga 105.2 FM в Глазго Нормана Квирка. Сама станция работала по круглосуточному расписанию местных программ. Квирк назвал увольнения «позорными» и выразил опасения, что радиостанция не сможет служить нуждам и интересам шотландцев так, как это делала раньше.

### Дальнейшее расширение
После того, как были опубликованы рекомендации Джона Майерса о пересмотре регулирования коммерческого радио и был принят закон о цифровой экономике 2010 г., разрешающий станциям размещать или прекращать местные шоу и транслировать их на национальном DAB, Smooth Radio объединила свои пять английских станций в одну квазинациональную станцию, начав производить новости в штаб-квартире GMG Radio в Солфорд-Куэйс. 29 июня 2010 года GMG Radio объявило, что хочет конкурировать с BBC Radio 2, вещая по мультиплексу Digital One в DAB на всю Англию и Уэльс, а также в Sky, Freesat, Freeview, Virgin Media и интернете. Региональный контент сохранялся; отдельные новости, сводки о пробках и погоде будут транслироваться на FM и региональных станциях DAB на Северо-Востоке, Северо-Западе, Уэст-Мидлендсе и Ист-Мидлендсе. Слушатели в Лондоне и слушатели на общенациональном уровне будут слушать национальную версию. 105.2 Smooth Radio в Шотландии сохраняло свои местные утренние и драйв-тайм программы из-за регулирующих лицензию на вещание программ, но в остальное время начало транслировать сетевой контент. Обязательные джазовые элементы для Лондона и Северо-Запада также были прекращены. Новое Smooth Radio было запущено 4 октября 2010 года, большая часть продукции создавалась в Сэлфорде, оставшиеся программы — в Лондоне.
1 ноября 2011 года GMG Radio запустило специальную станцию «Smooth Christmas» в мультиплексе Digital One, на которой транслировалась только рождественская музыка без новостей и рекламы. Её предназначением было продвижение Smooth Radio, в эфир она выходила до 27 декабря 2011 года. Smooth Christmas на пробной основе был заменен транслирующей музыку 1970-х годов Smooth 70s. Радиостанция была тепло встречена слушателями, и в январе 2012 года GMG Radio подтвердила сделку с американской синдикационной компанией Premiere Networks на трансляцию по выходным выпусков американского шоу Top 40 1970-х годов с ведущим Кейси Касемом. Программирование будних дней включало программы Disco Lunch и Late Night Love Songs.

### Новый владелец
В июне 2012 года сообщалось, что Guardian Media Group в рамках реструктуризации пытается продать GMG Radio чтобы предотвратить убытки, понесенные газетами The Guardian и The Observer. Было получено несколько предложений о покупке дочерней компании на сумму 50 млн. ф.с. GMG Radio было продано Global Radio 25 июня по ориентировочной цене 50 — 70 млн. ф.с.  Global переименовала GMG Radio в Real and Smooth Radio Ltd. Несколько конкурирующих радиогрупп выразили обеспокоенность по поводу поглощения и его влияния на коммерческое радио в Великобритании. Сделка вызвала слухи о возможном исчезновении бренда Smooth Radio в результате возможного слияния с принадлежащей Global радиосетью Gold, нацеленной на аналогичную аудиторию. Было объявлено, что в краткосрочной перспективе GMG Radio и Global продолжат работать как отдельные организации, в то время как Ofcom проведёт проверку продажи.
3 августа министр культуры, СМИ, Олимпийских игр и спорта Великобритании Джереми Хант поручил Ofcom и Управлению добросовестной торговли (OFT) изучить покупку Global Radio компании GMG, после которой её доля на радиорынке Великобритании превышала 50 % из-за опасений, что поглощение может не отвечать общественным интересам. 11 октября OFT согласилось ускорить расследование. Преемница Ханта Мария Миллер заявила, что сделка не будет расследоваться на предмет плюрализма СМИ. OFT пришел к выводу, что слияние может привести к увеличению расходов на местную рекламу из-за уменьшения числа конкурентов, и направил дело в осуществляющую надзор за слияниями и поглощениями компаний Комиссию по конкуренции. В тот же день этот орган объявила, что опубликует свои выводы о поглощении до 27 марта 2013 года.
21 февраля 2013 г. Комиссия по конкуренции подтвердила, что отложит свое решение до мая, согласно опубликованному заявлению: «Спектр возможных средств правовой защиты, которые необходимо рассмотреть в этом случае, сложен, и что все возможные средства правовой защиты необходимо изучить вместе со стороной слияния и третьими лицами». Комиссия опубликовала свой окончательный отчет 21 мая, требуя от Global продать радиостанции в семи местах. 14 июня сообщалось, что Global подаст апелляцию на решение комиссии. Впоследствии дата подачи апелляции была назначена на октябрь. После слушаний в ноябре Апелляционный суд по вопросам конкуренции отклонил апелляцию Global, которая таки должна была продать несколько станций для завершения поглощения. В декабре Global объявила, что не будет обжаловать это решение, а вместо этого начнет процесс продажи активов в соответствии с указаниями комиссии.
12 августа 2013 г. Global объявила, что Real and Smooth переместит свои офисы в Лондоне и Уэст-Мидлендсе в помещения Global. Производство программного продукту Smooth Radio было перенесена в штаб-квартиру Global на Лестер-сквер с 1 октября, что совпало с капитальным пересмотром её графика и закрытием Smooth 70s после 21 месяца в эфире. 4 февраля 2014 г. сайт Radio Today сообщил, что Ofcom дал Global Radio разрешение удалить Smooth с платформы Digital One и заменить его сервисом, воспроизводящим музыку 1970-х, 80-х и 90-х годов. В соответствии с этим соглашением Smooth продолжит вещание на своих региональных частотах, но будет обязан обеспечивать семь часов местного вещания в день. 6 февраля Global подтвердила продажу ирландскому медиа-холдингу Communicorp восьми региональных станций, в том числе станций под брендом Smooth Radio на Северо-Западе, Северо-Востоке и Ист-Мидлендсе. В соответствии с соглашением о франшизе эти станции сохранят название Smooth Radio, но возобновят трансляцию регионального контента и сетевых программ из Лондона. Smooth также возьмет на себя частоты Gold в среднем диапазоне, за исключением Лондона, Манчестера и Ист-Мидлендса. Позже в том же месяце Global объявила, что Smooth будет перезапущена с 3 марта, и впоследствии подтвердила, что изменения на Gold вступят в силу с 24 марта, когда станции начнут одновременное вещание с Smooth Radio London. Это также совпало с возвращением местных утренних и драйв-тайм программ.

## Аудитория и рейтинги
Smooth Radio ориентировалась на слушателей старше 40 лет, которые были аудиторией BBC Radio 2. Средняя еженедельная аудитория радиостанции составляла чуть более 3 млн. слушателей. Согласно данным за третий квартал 2010 года к моменту становления радиостанции национальным вещателем её шесть региональных станций имели еженедельную аудиторию в 3 млн. человек на момент, когда Smooth стала национальным вещателем.
В последнем квартале 2010 года число слушателей выросло до 3,08 млн., в первом квартале 2011 года показатель сохранился, хотя аудитория в Лондоне увеличилась на 29%, в основном из-за прихода Саймона Бейтса в утреннее шоу в январе 2011 года. Smooth продолжил увеличивать свою долю аудитории во втором квартале 2011 года, со средним еженедельным показателем в 3,2 млн., в третьем квартале цифра достигла 3,328 млн., что позволило Smooth впервые обойти своего конкурента Talksport. В последнем квартале 2011 года аудитория составляла 3,3 млн. человек, что делало Smooth второй по популярности национальной коммерческой радиостанцией в Великобритании. В первом квартале 2012 года радио слушали 3,317 млн. слушателе2, что немного снизилось во втором квартале до 3,2 млн. В третьем квартале 2012 года наблюдалось еще одно небольшое снижение до 3,19 млн, но за тот же период Smooth 70s зафиксировала свои первые показател - 749 тыс. В совокупности 3,7 млн. человек настроились на станции под брендом Smooth. В последнем квартале года эта цифра выросла до 3,8 млн. В первом квартале 2013 года средняя еженедельная аудитория составляла 3,6 млн. человек, которая снизилась до 3,1 млн. во втором квартале. Однако, во второй половине года показатели вновь выросли: в третьем квартале 2013 года было 3,26 миллиона, а в четвертом - 3,38.

## Маркетинг и спонсорство
При запуске в качестве национальной радиосети, GMG организовало рекламную кампанию на телевидении и биллбордах с восемью "послами Smooth" - выбранных для представления "интереса к жизни" радиостанции слушателей. Каждое рекламное объявление содержало информацию об одном из послов и о том, чем они в данный момент занимаются (Типичным примером безупречного посла была Рэйчел Кук с Северо-востока, которая однажды спустилась на Тайн Бридж и в тот момент восстанавливала скутер 1964 года выпуска).}} Кампания продлилась в октябре-ноябре 2010 года. В более поздней кампании участвовал Саймон Бейтс, чье утреннее шоу в начале 2011 года привлекло к радиостанции большое число слушателей в Лондоне.
Smooth подписала ряд спонсорских соглашений с рекламодателями, часто для конкретной программы или конкурсов, связанных с рекламодателем. Первая крупная сделка была заключена с Honda, которая после запуска радиостанции стала спонсором драйвтайм-шоу. В июле 2011 года GMG подписала контракт на 13 недель с игровым сайтом Foxy Bingo для дневного шоу, и трёхмесячный — с ATS Euromaster для драйв-тайм шоу с сентября 2012 года. С февраля 2013 года три месяца выходила программа Smooth Radio at the Movies, созданная под контракт со Sky Movies.
В октябре 2011 года была заключена сделка на три месяца с чаем Tetley, по которой в британских супермаркетах будет продаваться продукция компании с логотипом радиостанции. В августе 2011 года станция стала спонсором проводимой издательской компанией IPC Media TV Times Awards. В преддверии свадьбы принца Уильяма и Кэтрин Миддлтон в 2011 году совместно с Советом по туризму Кении была разыграна поездка в заповеднике дикой природы Лева, где королевская чета обручилась. С марта 2013 года британский ритейлер Boots запустил посвященную здоровому образу жизни и красоте программу Feel Good Forum, которая выходила в эфир в течение восьми недель на радиоканале Real and Smooth. Ведомое Кейт Торнтон шоу стало результатом сотрудничества вещателя, Boots и ряда других партнеров, включая веб-сайт Mumsnet. В июле 2013 года Real и Smooth заключили сделку с организаторами Игр Содружества 2014 года, став официальным медиа-партнером по продаже билетов.

## Комментарии
1. ↑  A financial report released by Global Radio in December 2013 indicates the company paid £69m for its purchase of GMG.[38]
2. ↑  The stations involved were: Smooth or Capital (East Midlands); Real or Capital (South Wales); Real or Heart (North Wales); Capital or Real XS with either Real or Smooth (North West); Real or Smooth or Capital (North East); Real or Capital (Yorkshire); and Real or Capital (Scotland)[46]
3. ↑  The eight stations were Smooth Radio North West, Smooth Radio North East, Smooth Radio East Midlands, Capital South Wales, Real Radio North Wales, Capital Scotland, Real Radio Yorkshire and Real XS Manchester.[55]